# Sean Colson
Sean Tyree Colson (Filadelfia, 1º luglio 1975) è un ex cestista statunitense, professionista nella NBA, in Europa e in Sudamerica.

## Palmarès
- Campione USBL (2000)
- USBL Player of the Year (2000)
- All-USBL First Team (2000)
- Miglior marcatore USBL (2000)
- Miglior passatore USBL (2000)
- All-CBA First Team (2002)
- Miglior marcatore CBA (2002)
- Miglior passatore CBA (2002)
- Miglior tiratore di liberi CBA (1999)
- Miglior marcatore Legadue (2006)